# Полярная экспедиция Циглера
Полярная экспедиция Циглера (или Полярная экспедиция Фиала) 1903—1905 годов — неудачная попытка покорения Северного полюса, во время которой из-за кораблекрушения её участники оказались на два года изолированы на Земле Франца-Иосифа.
Экспедиция финансировалась американцем Уильямом Циглером (англ. William Ziegler), возглавлял её Энтони Фиала (англ. Anthony Fiala).

## План экспедиции
Циглер был крайне недоволен результатами предыдущей спонсированной им экспедиции 1901—1902 годов под руководством Болдуина и немедленно организовал новую попытку. На этот раз во главе был поставлен Энтони Фиала — в предыдущей экспедиции Циглера он участвовал как фотограф.
Транспортом экспедиции служили традиционные собачьи упряжки. На начальном этапе маршрута дополнительные припасы должны были везти лошади, которых потом также скормили бы собакам. Двадцать пять привычных к морозам сибирских лошадей были специально закуплены в Архангельске.
Во время стоянки в Архангельске экспедиционное судно «Америка» (англ. «America») посетили офицеры из русской гидрографической экспедиции. Их имён Фиала в своём официальном отчёте не указывает, однако известно, что это был Г. Я. Седов и его сослуживцы из экспедиции гидрографа А. И. Варнека на пароходе «Пахтусов». Как раз в это время Фиала, переодевшись в брезентовую робу, ухаживал за купленными лошадьми. Столь мелкая деталь вряд ли имела значение для отчёта, но, вероятно, из памяти Фиала за четыре последующих года так и не изгладились выражения лиц посетителей, которым в ответ на вопрос о руководителе указали на «конюха».
Разработанный Фиала план экспедиции предполагал поход к полюсу трёх вспомогательных групп и одной штурмовой. Каждая вспомогательная партия везла запас продовольствия для себя и для штурмовой партии, из расчета прохождения маршрута до заданной точки и возвращения в базовый лагерь.
- I вспомогательная группа включала 4 человека, 1 собачью упряжку и 1 сани запряженные лошадьми. Грузом служило продовольствие на 2 дня для всех и на 5 дней для собственных нужд.
- II вспомогательная группа включала 8 человек, 1 собачью упряжку и 4 саней на конной тяге. Везла еду на 6 дней для всей группы и на 10 дней для себя. Две лошади должны были пойти на корм собакам.
- III вспомогательная группа включала 8 человек, 5 собачьих упряжек и 6 конных. Запас еды был на 16 дней для штурмовой партии и на 26 дней для себя. На забой были назначены шесть лошадей.

Штурмовая группа состояла из шести людей на шести собачьих упряжках и пяти конных. Запас продовольствия полярной партии был рассчитан на 82 дня. Собаки в этот рацион не входили, и если пустить их в пищу, еды должно было хватить на 135 дней. При условии, что средняя скорость движения составит 11—12 километров в день, этого достаточно, чтобы дойти до полюса и вернуться обратно.

## Изоляция

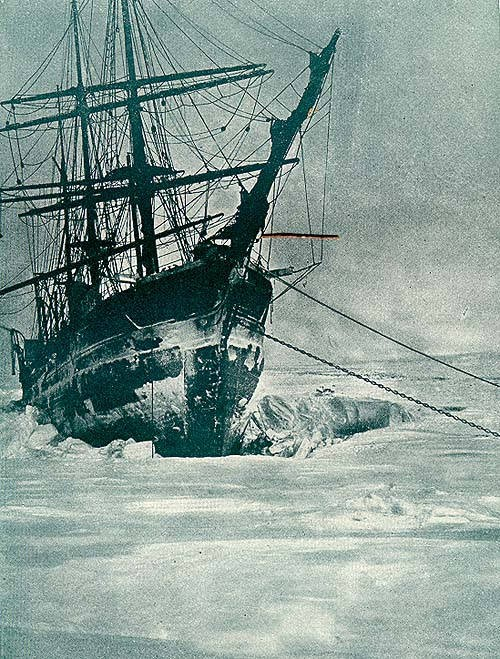
Раздавленная льдами яхта «Америка» у острова Рудольфа. Фотография сделана Энтони Фиала 2 января 1904 года полярной ночью при свете Луны

Экспедиция вышла на яхте «Америка» из Тромсе (Норвегия) 14 июня 1903 года и, успешно преодолев льды, достигла архипелага Земля Франца-Иосифа. 21 декабря 1903 года судно в результате сжатия льдов было раздавлено и вскоре затонуло в бухте Теплиц у острова Рудольфа. Экипаж и члены экспедиции, всего 39 человек, высадились на льды.
Весной 1904 года экспедиция, тем не менее, предприняла две попытки выхода к полюсу, пытаясь обойти разводья с запада и с востока, однако была остановлена ухудшением погоды и участками открытой воды. В конечном итоге нехватка продовольствия вынудила экспедицию повернуть на юг, где на мысе Диллон острова Мак-Клинтока и на мысе Флора острова Нортбрук (Земля Франца-Иосифа) в 1899—1900 годах принцем Луиджи Амедео были оставлены склады с продовольствием и топливом.
Уильям Петерс (англ. William Peters), отвечавший за научную часть экспедиции, организовал работы по изучению архипелага Земля Франца-Иосифа, которые привели к улучшению карт и схем.
В 1904 году после болезни умер кочегар «Америки» норвежец Сигурд Мюре (норв. Sigurd B. Myhre).
На помощь полярникам пытался пробиться пароход «Фритьоф» (норв. «Frithjof»), но не сумел преодолеть льды. Экспедиция осталась на вторую зимовку на бывшей базе Луиджи Амедео. К сентябрю 1904 года последние остававшиеся лошади были забиты и пошли на пищу людям.
В 1905 году партия в составе 6 человек на 5 собачьих упряжках предприняла третий штурм полюса, но столкнулась с ещё худшими ледовыми условиями, чем годом ранее. Сильно торошёный лёд замедлил продвижение нарт настолько, что на конец марта — срок, к которому Нансен в 1895 году уже достиг 86° с. ш. — группа Фиала едва сумела добраться до 82°. После многократных усилий предприятие было сочтено безнадёжным, и экспедиция повернула обратно.

## Спасение

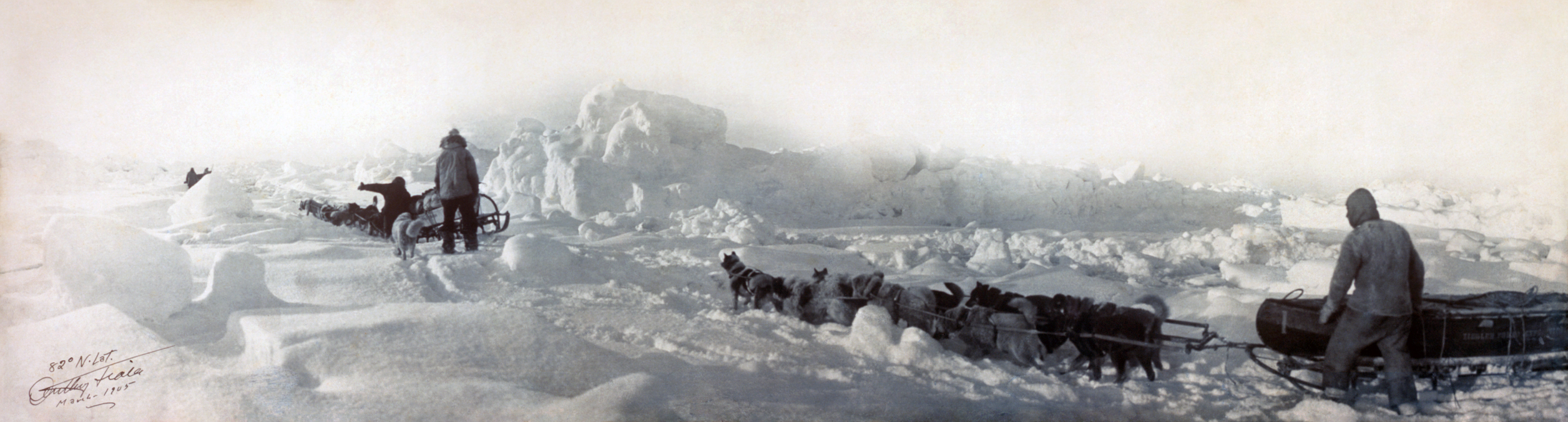
Экспедиция Циглера на 82° с. ш., март 1905 года

Лишь в конце июля 1905 года спасательная экспедиция, возглавляемая Уильямом Чампом (англ. William S. Champ), на барке «Терра Нова» под управлением капитана Кьелдсена (норв. Kjeldsen), после нескольких недель трудного плавания сквозь льды смогла эвакуировать полярников Циглера.
Всего в ходе экспедиции умер 1 человек. Циглер умер 24 мая 1905 года, не дожив до известия о спасении экспедиции.